# قهرمان بایرونی

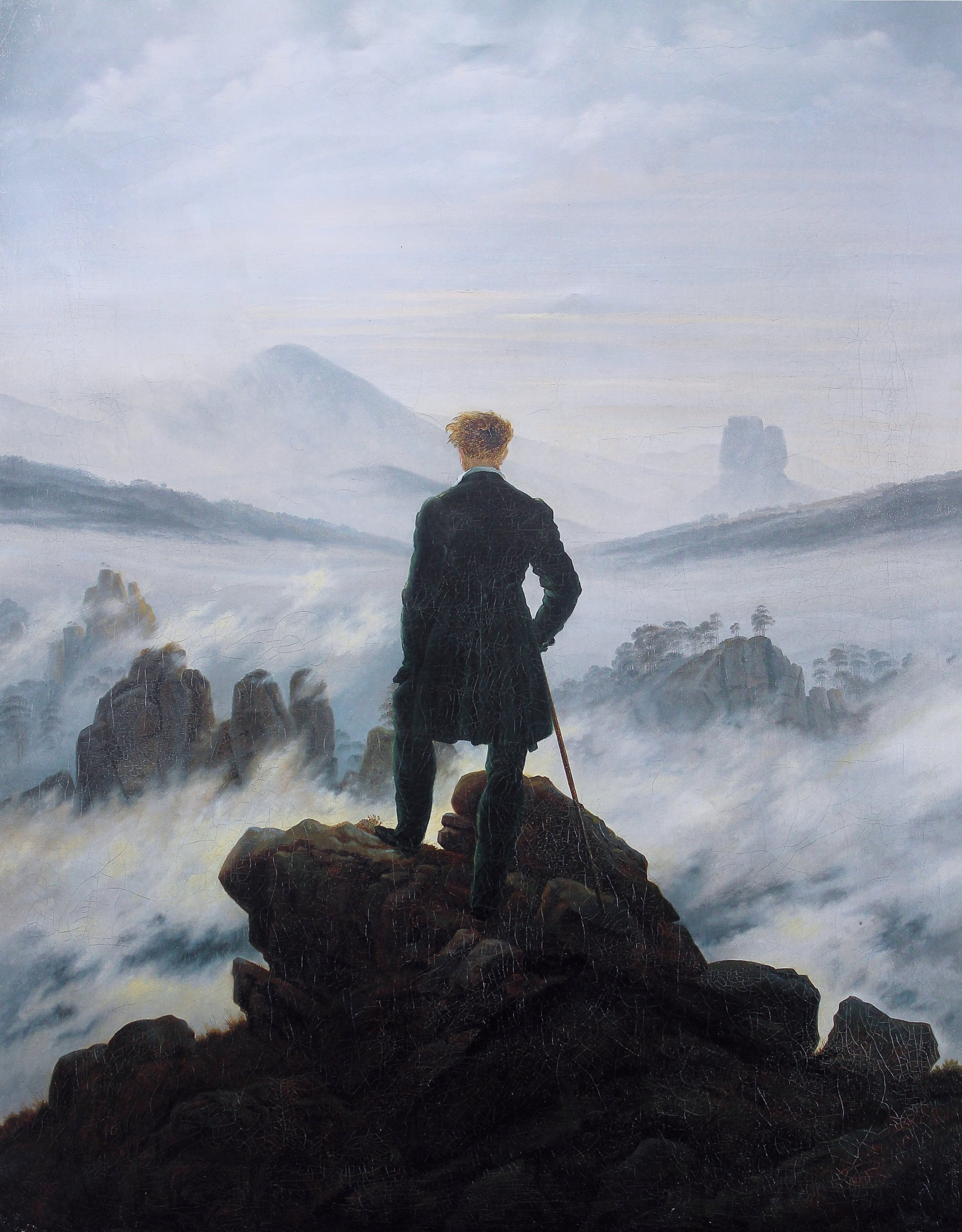
آواره بر فراز دریای مه (حدود ۱۸۱۷)

قهرمان بایرونی نوعی تیپ شخصیتی است که توسط آثار لرد بایرون شاعر توانا و جنجالی انگلیسی (۱۷۸۸–۱۸۲۴) محبوب شد. شخصیت اصلی آثار او اغلب نمایان گر ویژگی‌های این الگوی شخصیتی بودند، هر چند که این الگو قبل از او و آثار او نیز وجود داشت. «قهرمان بایرونی» از عصر رمانتیسیسم به این طرف در ادبیات، شعر، و طبعاً سینما و تلویزیون پدیدار شده‌است.
قهرمان بایرونی چنین آدمی است:

خودپسند، زیرک و دارای قدرت تطبیق، عیبجو، بی اعتنا به رتبه و مقام، دچار تناقضات عاطفی، اختلال دوقطبی (افسردگی-شیدایی) یا مودی، بی اعتنا به هنجارها و مناسبات اجتماعی، باهوش و فهیم، خسته و بیزار از زندگی، اسرارآمیز، جذاب و فرهمند، وسوسه گر و دارای جذابیت جنسی، درون‌گرا و منتقد خود، سلطه‌گر در مناسبات اجتماعی و جنسی، خبره و تحصیل کرده، و در دید دیگران یک تبعیدی، متمرد یا مطرود است.
قهرمانان بایرونی شخصیت‌هایی پرجذبه هستند که دارای آرمان‌ها و انگیزهٔ قوی پیرامون مسئله‌ای خاص هستند، ولی به‌طور کلی از لحاظ شخصیتی ضعف‌های زیادی دارند و بعضی مواقع کارهایی انجام می‌دهند که از لحاظ اجتماعی به شدت ناپسند شمرده می‌شوند. هم چنین پیچیدگی‌های درونی آن‌ها به شکلی به شدت اغراق شده و احساسی روی شخصیت آن‌ها تأثیر می‌گذارد. شاید برخی از رفتار و اعمال آن‌ها غیراخلاقی باشد و شاید به همان اندازه که کار خیر انجام می‌دهند، کار ناپسند نیز انجام دهند، ولی قصدشان از انجام آن ارضای شرارت و ذات پلیدشان نیست. برخی از آن‌ها به عنوان کسی که گذشته‌ای تاریک داشته، به تصویر کشیده می‌شوند، ولی جنایات و تاریکی اعمال آن‌ها معمولاً هیچ وقت به صورت مستقیم و به تفصیل بیان نمی‌شود. شخصیت‌های داستان و طرفدارها عموماً نباید آن‌ها را مطلقاً مقصر و سزاوار سرزنش حساب کنند (در غیر این صورت به تیپ شخصیتی دیگری تبدیل می‌شوند). هم چنین آن‌ها پتانسیل زیادی دارند برای تبدیل شدن به شخصیت‌هایی که تنبیه شدن و عذاب کشیدن آن‌ها، در عین این که منصفانه است، حس دلسوزی و همذات‌پنداری مخاطب را نیز برمی‌انگیزد. قهرمان بایرونی کمتر کسی را لایق احترام خویش می‌داند.

## ویژگی‌ها
قهرمان بایرونی معمولاً دارای ویژگی‌های شخصیتی زیر می‌باشد:
- اغلب مذکر است، جذابیت فیزیکی، جذبه، پیچیدگی و هوش بالایی دارد و از لحاظ احساسی بسیار حساس است، به حدی که باعث می‌شود به شخصیتی به شدت دمدمی مزاج تبدیل شود.
- به‌طور جنون آمیزی درون نگر است و ممکن است به عنوان فردی تلخ و متفکر توصیف شود. به شدت روی دردها و بی عدالتی‌هایی که در گذشته تجربه کرده، تکیه می‌کند، اغلب تا جایی که غر زدن و شکایت بیش از حد ختم می‌شود. ممکن است راجع به شرایطی که او را به این وضعیت انداختند و هم چنین شکست‌های شخصی اش، نظرها و توصیفات فیلسوفانه و بعضی مواقع، گنگی ارائه دهد.
- به خاطر گذشتهٔ مرموز، پردردسر و تاریکی که پشت سر گذاشته‌است، عموماً بدبین و خسته‌است. گذشته‌ای که اگر فاش شود، از دست دادن وجودی با ارزش و اشتباه یا جنایتی بزرگ را که معلوم می‌کند که دائماً یاد و خاطر او را آزار می‌دهد.
- به شدت تحریک پذیر است و باورهای شخصی محکمی دارد. باورهایی که عموماً با ارزش‌ها، شرایط و هنجارهای جامعه در تضاد هستند. او ارزش‌ها و دغدغه‌های خود را بالاتر از ارزش‌ها و دغدغه‌های هر کس دیگری حساب می‌کند که این مسئله به غرور یا رفتاری شهادت طلبانه منجر می‌شود.
- انگیزه و ارادهٔ دیوانه وارش برای زندگی کردن بر اساس باورهای خودش و بی‌توجهی به باورهای بقیه باعث ایجاد آشوب می‌شود و ممکن است در صورت شکستش به پایانی غم‌انگیز و در صورت پیروزی اش به یک شورش ختم شود. این شورش علیه قوانین یا ارزش‌های جامعه و هم چنین بی‌احترامی به رتبه و درجه، اغلب به طرد شدن او از اجتماع یا دوری و تبعید از آن ختم می‌شود.

نکاتی راجع به قهرمان بایرونی:
- خون‌آشام‌ها، شیاطین انسان‌نما و به‌طور کلی موجوداتی که پیش‌زمینهٔ تاریک دارند، پتانسیل زیادی را برای تبدیل شدن به این تیپ شخصیتی دارا هستند.
- قهرمان بایرونی عموماً درگیر یک ماجرای عشقی می‌شود، ولی به‌طور معمول این ماجرا پایان خوشی نخواهد داشت.
- تعدادی از صفات استاندارد قهرمان بایرونی: غرور زیاد، پرهیز از توضیح دادن مسائل و پنهان شدن پشت طعنه و کنایه، لجبازی و…
- قهرمان بایرونی نباید با قهرمان تراژیک اشتباه گرفته شود، هر چند این دو به شدت به هم نزدیک هستند. قهرمان تراژیک معمولاً از گناه یا ضعفی خاص رنج می‌برد و غیر از این مسئله نیت خیری دارد. گرچه هر دو قهرمان در آینده توسط ضعف یا ضعف‌هایشان عذاب می‌بینند، ولی عذاب قهرمان تراژیک از ضعفش شدیدتر می‌باشد، چون تمرکز و پتانسیل دراماتیک داستان روی آن بیشتر بوده‌است. هر چند امکان دارد که یک شخصیت هم قهرمان بایرونی باشد و هم قهرمان تراژیک، ولی این دو لزوماً یکی نیستند.
- قهرمان بایرونی ممکن است با تیپ شخصیتی قهرمان صوری یا قهرمان بی مرام تداخل پیدا کند. قهرمان صوری کسی است که کار خوب انجام می‌دهد، ولی نیت خیر و اشتیاق انجام آن را ندارد. قهرمان بی مرام کسی است که نیت خیر دارد، ولی هر از گاهی از شرارت و آزار و اذیت نیز لذت می‌برد.

نمونه‌هایی از قهرمانان بایرونی استفاده شده در آثار داستانی معروف:
- وی در وی برای وندتا
- تونی استارک در مرد آهنین
- آشیل در ایلیاد
- سوروس اسنیپ در هری پاتر
- مایکل کورلئونه در پدرخوانده
- ادوارد راچستر در جین ایر